# قصة ليزي
قصة ليزي هي رواية للكاتب الأمريكي ستيفن كينغ تجمع بين عنصري الرعب النفسي والرومانسية. أُصدرت الرواية في 24 أكتوبر من عام 2006، ورُشحت لجائزة الخيال العالمية في عام 2007. نُشرت مقتطفات أولية من الرواية تحت عنوان «ليزلي والرجل المجنون» في ديوان مكسويني الساحر للقصص المدهشة عام 2004، ورُشحت في نفس العام لجائزة برام ستوكر لأفضل رواية طويلة. صرح كينغ مرة بأن رواية «قصة ليزي» هي المفضلة بالنسبة له من بين جميع الروايات التي ألفها.
كان لحادثة صدم إحدى الشاحنات للمؤلف كينغ في بلدة لوفيل (مين) الأمريكية في شهر يونيو من عام 1999، وإصابته بجروح خطيرة، الفضل في كتابة كينغ لرواية «قصة ليزي»، إذ قررت زوجته تابيثا -خلال فترة وجوده في المستشفى- إعادة تصميم الاستوديو الخاص به. أدرك كينغ، بعد مغادرته للمشفى ودخوله لمنزله ورؤية كتبه وممتلكاته مجمعة في صناديق، الشكل الذي سيكون عليه الاستوديو الخاص به بعد وفاته. 

## الحبكة
تحكي رواية «قصة ليزي» قصة حياة ليزي لاندون، أرملة الروائي الشهير والناجح «سكوت لاندون». يتكلم الكتاب عن قصتين اثنتين، الأولى هي قصة ليزي في الوقت الحاضر، أما الثانية فهي قصة حياة زوجها المتوفى كما تتذكرها.
مر عامان اثنان على وفاة المؤلف الشهير سكوت لاندون، وما تزال الأرملة ليزي (المعروفة باسم «لي سي») تعمل على تنظيف مكان عمل زوجها. زار ليزي، على مدى العامين الماضيين، العديدُ من الأكاديميين على أمل العثور على مقالة ما ألفها زوجها -كمخطوطة يدوية- ولم تسنح له الفرصة بنشرها. أعادت ليزي جميع هؤلاء الأكاديميين من حيث أتوا بحجة عدم انتهائها من تنظيف المكان، لكنّ مماطلتها في عملية التنظيف كانت واضحةً للجميع. بدأت ليزي باسترجاع ذكرياتها مع زوجها -بعد أن قضت أختها، صاحبة الفكر المتضعضع، يومًا معها، وأجرت عملية بحثٍ عن الكتب أو المجلات التي تحوي صورة لشقيقتها ليزلي أو يُذكر اسمها فيها- بدءًا من الوقت الذي أنقذت فيه سكوت من طلقة نارية قاتلة أطلقها معجب مجنون. غالبًا ما كانت ليزي تشغل نفسها بأي شيء آخر خلال استرجاعها لذكرياتها لتجنب استحضار الذكريات المرعبة.